# Tahamlîțke, Karlivka
Tahamlîțke (în ucraineană Тагамлицьке) este un sat în comuna Holoborodkivske din raionul Karlivka, regiunea Poltava, Ucraina.

## Demografie
Componența lingvistică a localității Tahamlîțke
     Ucraineană (93,45%)
     Rusă (3,78%)
     Română (2,27%)
     Alte limbi (0,5%)
Conform recensământului din 2001, majoritatea populației localității Tahamlîțke era vorbitoare de ucraineană (93,45%), existând în minoritate și vorbitori de rusă (3,78%) și română (2,27%).